# Mycomya bisulca
Mycomya bisulca är en tvåvingeart som först beskrevs av Paul Lackschewitz 1937.  Mycomya bisulca ingår i släktet Mycomya och familjen svampmyggor. Arten är reproducerande i Sverige. Inga underarter finns listade i Catalogue of Life.